# Анаба (покрајина)
Анаба (арап. ولاية عنابة), једна је од 48 покрајина у Народној Демократској Републици Алжир. Покрајина се налази у североисточном делу земље у подножју планинских венца Атласа и Аураса уз обалу Средоземног мора.
Покрајина Анаба покрива укупну површину од 1.439 km² и има 640.050 становника (подаци из 2008. године). Највећи град и административни центар покрајине је град Анаба.